# 24412 Ericpalmer
24412 Ericpalmer este un asteroid din centura principală de asteroizi.

## Descriere
24412 Ericpalmer este un asteroid din centura principală de asteroizi. A fost descoperit pe 7 ianuarie 2000 la Stația Anderson Mesa în cadrul programului LONEOS. Asteroidul prezintă o orbită caracterizată de o semiaxă mare de 3,15 ua, o excentricitate de 0,05 și o înclinație de 17,0° în raport cu ecliptica.